# Laguna de Añavieja
La laguna de Añavieja fue un cuerpo de agua del interior de la península ibérica.

## Descripción
La laguna se encontraba en la provincia española de Soria, junto a la localidad de su nombre. De las aguas de esta laguna, que era la más grande de la provincia, nacía el río Añamaza. Hacia mediados del siglo XIX, criaba muchos peces, algunas anguilas y abundancia de sanguijuelas, tortugas y cangrejos; además, había en el entorno ánades y otras aves acuáticas. Aparece descrita en el segundo volumen Diccionario geográfico-estadístico-histórico de España y sus posesiones de Ultramar de Pascual Madoz con las siguientes palabras:

AÑAVIEJA: laguna en la prov. de Soria, part. jud. de Agreda: sit. al N. del pueblo de su nombre, á la dist. de 1/4 de leg. entre los térm. del mismo y los de Castilruiz: tiene 1 leg. de long. de N. á S., y 1/8 de lat. de E. á O., escepto hácia su mitad, donde la estrechan dos rocas de bastante elevacion: del estremo del S. sale un pequeño raudal que por su poca vertiente, al paso que corre, se le ve perder agua y dividirse en multitud de regueros, que ni aun el nombre de arroyuelos merecen: el estremo opuesto se desprenden dos ramales bastante caudalosos; el uno titulado acequia de San Salvador, que dirigiendo su curso por el térm. de Agreda, riega las dilatadas vegas de esta v. y las de Cerva del r. Alhama; y el otro que corre en direccion de Debanos; despues de fertilizar su térm. y dar impulso á varios molinos harineros y un batan, aumenta sus aguas con las de un pequeño riach., llamado de Ntra. Sra. del Butar; y en las inmediaciones de Cervera se une al primero tomando desde este punto el nombre de r. Añamaza (V); dos puesnte de piedra de silleria hay en las inmediaciones de la laguna; uno en el pueblo de Añavieja con dos arcos; y el otro á 1/4 de leg. á la parte del N., que mas bien puede llamarse una alcantarilla; tiene cuatro sumideros, y cruza por él el camino que conduce de Agreda á las sierras de San Felices, Navajun y otros pueblos: este dilatado y abundante lago, deberia ser un manantial fecundo de riqueza, si los naturales, aprovechando la elevacion de su nacimiento, utilizasen sus aguas por medio de la canalizacion, que podrian conseguir á poca costa, segun manifestacion de personas inteligentes, que han dado márgen á que algunos capitalistas de otras prov. hayan formado diferentes proyectos sobre el particular: un canal que llevase las aguas á la Rioja y Navarra, fertilizaria las tierras de Fitero, Cintruénigo, Corella y Alfaro; y al paso que proporcionara esta mejora á un estenso terreno, contribuiria á hacer mas saludable el clima de los pueblos limítrofes, y evitaria algunos litigios y desavenencias que suelen suscitarse sobre la propiedad de algunos manantiales, que se cree proceden de infiltraciones de la laguna, entre ellos uno que brota en la c. de Tarazona, cuyo curso trató de cortar el ayunt. de Agreda, y á este fin hizo practicar en 1841 varias escavaciones, sin ningun éxito, por mala direccion. Se crian en la laguna de Añavieja muchos peces, algunas anguilas, abundancia de sanguijuelas, tortugas y cangrejos; hay infinidad de anádes y otras aves acuáticas; y sus márg. abundan en escelentes pastos que aprovechan los pueblos de Añavieja, Debanos, Conejares, Castilruiz, Matalebreras, y especialmente la v. de Agreda.
(Madoz, 1846, p. 354)

En la década de 1850 se acometió la desecación de la laguna.